# Salad Days
Salad Days è il terzo e ultimo EP del gruppo hardcore punk statunitense Minor Threat, pubblicato postumo nel 1985 da Dischord Records. L'EP è abbastanza differente dalle pubblicazioni precedenti della band: le tracce sono più lente e i testi sono più riflessivi, lasciando intravedere alcune caratteristiche della successiva carriera di Ian MacKaye. Inoltre in Salad Days il gruppo ha usato chitarre acustiche.

## Tracce
1. Stumped - 1:55
2. Good Guys Don't Wear White (Ed Cobb) - 2:14
3. Salad Days - 2:46

## Crediti[2]
- Ian MacKaye – voce
- Lyle Preslar – chitarra
- Brian Baker – basso
- Jeff Nelson – batteria
- Glen E. Friedman – fotografia